# Europees kampioenschap voetbal onder 21 - 2000
Aan het Europees kampioenschap voetbal onder 21 van 2000 (kortweg EK voetbal -21) deden 47 teams mee. Het toernooi werd inclusief de kwalificatiewedstrijden tussen 1998 en 2000 gehouden. Het eindtoernooi werd dit jaar gehouden in Slowakije. De opzet hiervan was veranderd. Er waren geen kwart- en halve finales meer. Acht teams konden zich kwalificeren en plaatsten zich in twee groepen van vier. De groepswinnaars speelden de finale en de nummers twee speelden om de derde plaats. Het toernooi werd voor de vierde keer gewonnen door Italië. Noord-Ierland deed voor de eerste keer mee.
De 47 teams werden verdeeld in zeven groepen van vijf en twee van zes. De negen groepswinnaars en zeven beste nummers stroomden door naar een play-off-ronde. De acht winnaars daarvan stroomden door naar het hoofdtoernooi.
Bij deze editie was er ook de mogelijkheid tot plaatsing voor de Olympische Spelen van 2000 in Sydney. De beste vier teams kwalificeerden zich voor de Spelen.

## Kwalificatie
| Kwalificatiegroep 1 | Kwalificatiegroep 1 | Wed | W | G | V | DV | DT | Ptn |
| ------------------- | ------------------- | --- | - | - | - | -- | -- | --- |
| 1                   | Italië              | 8   | 7 | 1 | 0 | 20 | 7  | 22  |
| 2                   | Zwitserland         | 8   | 4 | 2 | 2 | 8  | 4  | 14  |
| 3                   | Denemarken          | 8   | 3 | 1 | 4 | 11 | 13 | 10  |
| 4                   | Wit-Rusland         | 8   | 2 | 1 | 5 | 5  | 12 | 7   |
| 5                   | Wales               | 8   | 0 | 3 | 5 | 6  | 14 | 3   |

| - Wit-Rusland 0-2 Denemarken - Wales 1-2 Italië - Denemarken 2-2 Wales - Italië 1-0 Zwitserland - Zwitserland 2-0 Denemarken - Wales 0-0 Wit-Rusland - Denemarken 1-2 Italië - Zwitserland 1-0 Wales - Italië 4-1 Wit-Rusland - Denemarken 2-0 Wit-Rusland | - Italië 6-2 Wales - Wales 1-2 Denemarken - Zwitserland 0-0 Italië - Wit-Rusland 1-0 Zwitserland - Wit-Rusland 1-0 Wales - Denemarken 1-3 Zwitserland - Zwitserland 2-1 Wit-Rusland - Italië 3-1 Denemarken - Wit-Rusland 1-2 Italië - Wales 0-0 Zwitserland |

| Kwalificatiegroep 2 | Kwalificatiegroep 2 | Wed | W | G | V | DV | DT | Ptn |
| ------------------- | ------------------- | --- | - | - | - | -- | -- | --- |
| 1                   | Griekenland         | 10  | 7 | 2 | 1 | 32 | 10 | 23  |
| 2                   | Noorwegen           | 10  | 7 | 1 | 2 | 21 | 8  | 22  |
| 3                   | Georgië             | 10  | 2 | 5 | 3 | 11 | 13 | 11  |
| 4                   | Letland             | 10  | 2 | 3 | 5 | 8  | 19 | 9   |
| 5                   | Slovenië            | 10  | 1 | 5 | 4 | 11 | 20 | 8   |
| 6                   | Albanië             | 10  | 1 | 4 | 5 | 8  | 21 | 7   |

| - Georgië 0-1 Albanië - Noorwegen 2-0 Letland - Griekenland 2-2 Slovenië - Letland 1-2 Georgië - Slovenië 1-3 Noorwegen - Griekenland 3-2 Georgië - Noorwegen 4-1 Albanië - Slovenië 0-1 Letland - Albanië 0-5 Griekenland - Griekenland 2-1 Noorwegen - Georgië 0-0 Slovenië - Letland 0-2 Griekenland - Letland 0-0 Albanië - Georgië 0-3 Noorwegen - Noorwegen 0-0 Georgië | - Albanië 1-2 Noorwegen - Georgië 1-1 Griekenland - Letland 1-1 Slovenië - Griekenland 6-0 Letland - Albanië 1-1 Slovenië - Slovenië 3-1 Albanië - Noorwegen 2-1 Griekenland - Albanië 1-1 Letland - Slovenië 2-2 Georgië - Georgië 4-2 Letland - Noorwegen 3-0 Slovenië - Griekenland 5-2 Albanië - Albanië 0-0 Georgië - Letland 2-1 Noorwegen - Slovenië 0-5 Griekenland |

| Kwalificatiegroep 3 | Kwalificatiegroep 3 | Wed | W | G | V | DV | DT | Ptn |
| ------------------- | ------------------- | --- | - | - | - | -- | -- | --- |
| 1                   | Turkije             | 8   | 4 | 4 | 0 | 11 | 4  | 16  |
| 2                   | Duitsland           | 8   | 4 | 1 | 3 | 9  | 7  | 13  |
| 3                   | Finland             | 8   | 3 | 4 | 1 | 9  | 7  | 13  |
| 4                   | Noord-Ierland       | 8   | 1 | 3 | 4 | 5  | 9  | 6   |
| 5                   | Moldavië            | 8   | 0 | 4 | 4 | 3  | 10 | 4   |

| - Finland 1-0 Moldavië - Turkije 2-0 Noord-Ierland - Turkije 2-0 Duitsland - Noord-Ierland 1-1 Finland - Moldavië 0-2 Duitsland - Turkije 1-1 Finland - Noord-Ierland 1-1 Moldavië - Noord-Ierland 1-0 Duitsland - Turkije 2-0 Moldavië - Duitsland 2-0 Finland | - Moldavië 0-0 Noord-Ierland - Duitsland 2-0 Moldavië - Finland 0-0 Turkije - Moldavië 1-1 Finland - Finland 3-1 Duitsland - Noord-Ierland 1-2 Turkije - Duitsland 1-0 Noord-Ierland - Moldavië 1-1 Turkije - Finland 2-1 Noord-Ierland - Duitsland 1-1 Turkije |

| Kwalificatiegroep 4 | Kwalificatiegroep 4 | Wed | W | G | V | DV | DT | Ptn |
| ------------------- | ------------------- | --- | - | - | - | -- | -- | --- |
| 1                   | Frankrijk           | 8   | 6 | 1 | 1 | 18 | 4  | 19  |
| 2                   | Rusland             | 8   | 6 | 0 | 2 | 17 | 5  | 18  |
| 3                   | Oekraïne            | 8   | 3 | 2 | 3 | 16 | 12 | 11  |
| 4                   | IJsland             | 8   | 2 | 0 | 6 | 9  | 18 | 6   |
| 5                   | Armenië             | 8   | 1 | 1 | 6 | 6  | 27 | 4   |

| - Oekraïne 1-0 Rusland - IJsland 0-2 Frankrijk - Armenië 3-1 IJsland - Rusland 2-1 Frankrijk - Oekraïne 8-0 Armenië - IJsland 1-2 Rusland - Frankrijk 4-0 Oekraïne - Armenië 0-2 Rusland - Oekraïne 5-1 IJsland - Frankrijk 3-1 Armenië | - Frankrijk 2-0 Rusland - IJsland 2-0 Armenië - Armenië 1-1 Oekraïne - Rusland 3-0 IJsland - Oekraïne 0-0 Frankrijk - Rusland 6-0 Armenië - IJsland 4-1 Oekraïne - Armenië 1-4 Frankrijk - Rusland 2-0 Oekraïne - Frankrijk 2-0 IJsland |

| Kwalificatiegroep 5 | Kwalificatiegroep 5 | Wed | W | G | V | DV | DT | Ptn |
| ------------------- | ------------------- | --- | - | - | - | -- | -- | --- |
| 1                   | Engeland            | 8   | 7 | 0 | 1 | 23 | 3  | 21  |
| 2                   | Polen               | 8   | 5 | 2 | 1 | 21 | 12 | 17  |
| 3                   | Bulgarije           | 8   | 4 | 2 | 2 | 17 | 9  | 14  |
| 4                   | Zweden              | 8   | 2 | 0 | 6 | 7  | 15 | 6   |
| 5                   | Luxemburg           | 8   | 0 | 0 | 8 | 0  | 29 | 0   |

| - Zweden 0-2 Engeland - Bulgarije 2-2 Polen - Polen 5-0 Luxemburg - Engeland 1-0 Bulgarije - Bulgarije 2-1 Zweden - Luxemburg 0-5 Engeland - Engeland 5-0 Polen - Zweden 3-0 Luxemburg - Luxemburg 0-3 Bulgarije - Polen 2-0 Zweden | - Engeland 3-0 Zweden - Polen 3-3 Bulgarije - Bulgarije 0-1 Engeland - Luxemburg 0-4 Polen - Engeland 5-0 Luxemburg - Zweden 1-4 Bulgarije - Luxemburg 0-1 Zweden - Polen 3-1 Engeland - Zweden 1-2 Polen - Bulgarije 3-0 Luxemburg |

| Kwalificatiegroep 6 | Kwalificatiegroep 6 | Wed | W | G | V | DV | DT | Ptn |
| ------------------- | ------------------- | --- | - | - | - | -- | -- | --- |
| 1                   | Spanje              | 8   | 7 | 1 | 0 | 21 | 5  | 22  |
| 2                   | Nederland           | 8   | 6 | 0 | 2 | 17 | 8  | 18  |
| 3                   | Israël              | 8   | 2 | 2 | 4 | 6  | 13 | 8   |
| 4                   | Cyprus              | 8   | 1 | 3 | 4 | 7  | 18 | 6   |
| 5                   | Oostenrijk          | 8   | 1 | 0 | 7 | 8  | 15 | 3   |

| - Oostenrijk 0-1 Israël - Cyprus 1-3 Spanje - Cyprus 2-1 Oostenrijk - Nederland 3-0 Israël - Israël 0-4 Spanje - Nederland 3-2 Oostenrijk - Cyprus 0-3 Nederland - Spanje 4-0 Oostenrijk - Israël 1-1 Cyprus - Nederland 0-1 Spanje | - Oostenrijk 0-1 Nederland - Spanje 4-1 Nederland - Israël 2-1 Oostenrijk - Nederland 5-1 Cyprus - Oostenrijk 1-2 Spanje - Cyprus 1-1 Israël - Israël 0-1 Nederland - Spanje 1-1 Cyprus - Oostenrijk 3-0 Cyprus - Spanje 2-1 Israël |

| Kwalificatiegroep 7 | Kwalificatiegroep 7 | Wed | W | G | V | DV | DT | Ptn |
| ------------------- | ------------------- | --- | - | - | - | -- | -- | --- |
| 1                   | Slowakije           | 8   | 5 | 2 | 1 | 12 | 6  | 17  |
| 2                   | Portugal            | 8   | 5 | 2 | 1 | 17 | 6  | 17  |
| 3                   | Roemenië            | 8   | 3 | 3 | 2 | 10 | 8  | 12  |
| 4                   | Hongarije           | 8   | 2 | 0 | 6 | 12 | 16 | 6   |
| 5                   | Azerbeidzjan        | 8   | 1 | 1 | 6 | 5  | 20 | 4   |

| - Slowakije 2-1 Azerbeidzjan - Hongarije 0-3 Portugal - Azerbeidzjan 2-1 Hongarije - Portugal 1-1 Roemenië - Slowakije 1-0 Portugal - Hongarije 1-2 Roemenië - Portugal 5-0 Azerbeidzjan - Roemenië 0-1 Slowakije - Azerbeidzjan 0-2 Roemenië - Slowakije 4-1 Hongarije | - Portugal 1-1 Slowakije - Roemenië 2-1 Hongarije - Hongarije 3-0 Slowakije - Roemenië 1-1 Azerbeidzjan - Azerbeidzjan 0-2 Portugal - Slowakije 0-0 Roemenië - Hongarije 4-1 Azerbeidzjan - Roemenië 2-3 Portugal - Azerbeidzjan 0-3 Slowakije - Portugal 2-1 Hongarije |

| Kwalificatiegroep 8 | Kwalificatiegroep 8 | Wed | W | G | V | DV | DT | Ptn |
| ------------------- | ------------------- | --- | - | - | - | -- | -- | --- |
| 1                   | Kroatië             | 8   | 6 | 2 | 0 | 25 | 7  | 20  |
| 2                   | Joegoslavië         | 8   | 5 | 2 | 1 | 29 | 10 | 17  |
| 3                   | Ierland             | 8   | 4 | 2 | 2 | 13 | 12 | 14  |
| 4                   | Malta               | 8   | 1 | 0 | 7 | 8  | 23 | 3   |
| 5                   | Macedonië           | 8   | 1 | 0 | 7 | 2  | 25 | 3   |

| - Ierland 2-2 Kroatië - R.Macedonië 1-0 Malta - Malta 0-3 Kroatië - Ierland 2-1 Malta - Kroatië 4-0 Macedonië - Malta 5-1 R. Macedonië - Joegoslavië 1-1 Ierland - Malta 1-5 Joegoslavië - Macedonië 0-2 Kroatië - Ierland 0-0* Macedonië | - Joegoslavië 7-0 Malta - Joegoslavië 2-6 Kroatië - Kroatië 1-0 Malta - Ierland 0-2 Joegoslavië - Kroatië 5-1 R. Ierland - Joegoslavië 2-0 Macedonië - Macedonië 0-8 Joegoslavië - Malta 1-3 Ierland - Kroatië 2-2 Joegoslavië - Macedonië 0-1 Ierland |

| Kwalificatiegroep 9 | Kwalificatiegroep 9   | Wed | W | G | V  | DV | DT | Ptn |
| ------------------- | --------------------- | --- | - | - | -- | -- | -- | --- |
| 1                   | België                | 10  | 8 | 1 | 1  | 31 | 9  | 25  |
| 2                   | Tsjechië              | 10  | 8 | 1 | 1  | 17 | 5  | 25  |
| 3                   | Litouwen              | 10  | 5 | 1 | 4  | 14 | 10 | 16  |
| 4                   | Schotland             | 10  | 4 | 2 | 4  | 18 | 12 | 14  |
| 5                   | Bosnië en Herzegovina | 10  | 2 | 1 | 7  | 11 | 24 | 7   |
| 6                   | Estland               | 10  | 0 | 0 | 10 | 4  | 35 | 0   |

| - Litouwen 0-0 Schotland - Bosnië & Herzegovina 3-2 Estland - België 0-2 Tsjechië - Litouwen 0-1 België - Bosnië & Herzegovina 0-0 Tsjechië - Schotland 2-0 Estland - Litouwen 4-0 Bosnië & Herzegovina - Tsjechië 3-0 Estland - België 2-0 Schotland - Schotland 2-2 België - Tsjechië 1-0 Litouwen - Litouwen 4-1 Estland - Schotland 0-1 Tsjechië - België 4-0 Bosnië & Herzegovina - Bosnië & Herzegovina 1-2 Litouwen | - Estland 0-3 Tsjechië - Tsjechië 3-2 Schotland - Estland 0-2 Litouwen - Estland 1-7 België - België 5-0 Estland - Litouwen 0-2 Tsjechië - Bosnië & Herzegovina 2-5 Schotland - België 3-0 Litouwen - Tsjechië 1-0 Bosnië & Herzegovina - Estland 0-4 Schotland - Bosnië & Herzegovina 3-4 België - Schotland 2-0 Bosnië & Herzegovina - Tsjechië 1-3 België - Estland 0-2 Bosnië & Herzegovina - Schotland 1-2 Litouwen |

| Tweede plaats | Tweede plaats | Wed | W | G | V | DV | DT | Ptn |
| ------------- | ------------- | --- | - | - | - | -- | -- | --- |
| 1             | Tsjechië      | 6   | 5 | 0 | 1 | 10 | 5  | 15  |
| 2             | Nederland     | 6   | 4 | 0 | 2 | 13 | 6  | 12  |
| 3             | Rusland       | 6   | 4 | 0 | 2 | 9  | 5  | 12  |
| 4             | Joegoslavië   | 6   | 3 | 2 | 1 | 19 | 10 | 11  |
| 5             | Portugal      | 6   | 3 | 2 | 1 | 10 | 6  | 11  |
| 6             | Polen         | 6   | 3 | 2 | 1 | 12 | 12 | 11  |
| 7             | Noorwegen     | 6   | 3 | 1 | 2 | 9  | 5  | 10  |
| 8             | Zwitserland   | 6   | 3 | 1 | 2 | 7  | 4  | 10  |
| 9             | Duitsland     | 6   | 2 | 1 | 3 | 5  | 7  | 7   |

### Kwalificatie-play-offs
| - Portugal 2-0 Kroatië - Kroatië 3-0 (n.v.) Portugal Kroatië won in totaal met 3-2 | - Tsjechië 3-0 Griekenland - Griekenland 1-0 Tsjechië Tsjechië won in totaal met 3-1 | - Polen 2-1 Turkije - Turkije 1-0 Polen 2-2: Turkije won op basis van uitdoelpunten | - Nederland 2-2 België - België 0-2 Nederland Nederland won in totaal met 4-2 |

| - Noorwegen 1-3 Spanje - Spanje 4-0 Noorwegen Spanje won in totaal met 7-1 | - Engeland 3-0 F.R. Yugoslavia in Barcelona Engeland ging door | - Rusland 0-1 Slowakije - Slowakije 3-1 Rusland Slowakije won in totaal met 4-1 | - Frankrijk 1-1 Italië - Italië 2-1 (n.v.) Frankrijk Italië won in totaal met 3-2 |

## Eindtoernooi
Het eindtoernooi werd gehouden in Slowakije, van 27 mei tot en met 4 juni 2000.

### Finalegroepen
De twee nummers één speelden de finale, de twee nummers twee speelden om de derde plaats
| Groep A | Groep A   | Wed | W | G | V | DV | DT | Ptn |
| ------- | --------- | --- | - | - | - | -- | -- | --- |
| 1       | Tsjechië  | 3   | 2 | 1 | 0 | 8  | 5  | 7   |
| 2       | Spanje    | 3   | 1 | 2 | 0 | 2  | 1  | 5   |
| 3       | Nederland | 3   | 1 | 0 | 2 | 3  | 5  | 3   |
| 4       | Kroatië   | 3   | 0 | 1 | 2 | 4  | 6  | 1   |

| 27 mei | Spanje 1-1 Tsjechië    | Trencin |
| 27 mei | Kroatië 1-2 Nederland  | Trnava  |
| 29 mei | Spanje 0-0 Kroatië     | Trnava  |
| 29 mei | Tsjechië 3-1 Nederland | Trencin |
| 1 juni | Nederland 0-1 Spanje   | Trnava  |
| 1 juni | Tsjechië 4-3 Kroatië   | Trencin |

| Groep B | Groep B   | Wed | W | G | V | DV | DT | Ptn |
| ------- | --------- | --- | - | - | - | -- | -- | --- |
| 1       | Italië    | 3   | 2 | 1 | 0 | 6  | 2  | 7   |
| 2       | Slowakije | 3   | 2 | 1 | 0 | 5  | 2  | 7   |
| 3       | Engeland  | 3   | 1 | 0 | 2 | 6  | 4  | 3   |
| 4       | Turkije   | 3   | 0 | 0 | 3 | 2  | 11 | 0   |

| 27 mei | Italië 2-0 Engeland    | Bratislava |
| 27 mei | Slowakije 2-1 Turkije  | Bratislava |
| 29 mei | Italië 1-1 Slowakije   | Bratislava |
| 29 mei | Engeland 6-0 Turkije   | Bratislava |
| 1 juni | Turkije 1-3 Italië     | Bratislava |
| 1 juni | Engeland 0-2 Slowakije | Bratislava |

## Finales
| zondag 4 juni - Spanje 1 - Slowakije 0 Bratislava | zondag 4 juni - Tsjechië 1 - Italië 2 Bratislava |

|  | Italië werd kampioen Tsjechië werd tweede Spanje werd derde Slowakije werd vierde |

## Olympische kwalificatie
De beste vier teams plaatsen zich voor de Olympische Spelen van 2000.
| Team      | Resultaat OS                        |
| --------- | ----------------------------------- |
| Italië    | kwartfinale (verliezend van Spanje) |
| Tsjechië  | 4e in groep                         |
| Spanje    | zilver                              |
| Slowakije | 4e in groep                         |